# Überparteiliche Liste Liechtenstein
Die Überparteiliche Liste Liechtenstein (ÜLL) war eine Partei, die sich Mitte der 1980er Jahre in Liechtenstein gründete. Sie verstand sich selbst als unbequeme, aber konstruktive Opposition und setzte sich zum Ziel, die in Liechtenstein seit vielen Jahrzehnten übliche absolute Mehrheit einer der beiden großen Parteien zu verhindern. Das einzige Mal, dass die ÜLL an der Liechtensteinischen Landtagswahl teilnahm, war die Wahl im Jahr 1989. Mit 3,2 % der Wählerstimmen scheiterte sie allerdings an der 8 %-Hürde und errang kein Mandat. Bei der darauffolgenden Wahl trat die ÜLL nicht mehr an und löste sich 1999 auf.